# Avtocesta A1, Hrvaška
Avtocesta A1 (imenovana tudi Dalmatina)  je najdaljša hrvaška avtocesta, katere trasa trenutno poteka od glavnega mesta Zagreba do Metkovića. Ko bo zgrajena v celoti, bo dosegla Dubrovnik.
Najpomembnejši objekti na avtocesti sta predora Mala Kapela in Sveti Rok ter mostova Maslenica in Skradin.

## Zgodovina
Odsek avtoceste Zagreb–Karlovec je bil predan prometu že v sedemdesetih letih 20. stoletja. Dolga leta te avtoceste niso gradili naprej; tako je bil odsek Karlovec–Split zgrajen in predan prometu šele 26. junija 2005. Nazadnje je bil odprt odsek Vrgorac–Metković, in sicer 21. decembra 2013. Preostali del trase do Dubrovnika pa je v gradnji oz. načrtovanju. 